# Dann Florek
Dann Florek (geboren als Ezekial Dann Florek; Flat Rock (Michigan), 1 mei 1950) is een Amerikaans acteur en regisseur.

## Law & Order
Florek speelt onder meer in Law & Order: Special Victims Unit als Captain Donald Cragen. In het eerste tot het derde seizoen (1990-1993) vertolkte hij hetzelfde personage in de originele Law & Order, waarop hij in het vierde seizoen uit de serie werd gezet. De 'echte' reden hiervan was dat de serie te maken had met tegenvallende kijkcijfers. Ook wilde bedenker Dick Wolf vrouwen in de serie, waarin op tot dat moment alleen mannen speelden. In het vierde seizoen regisseerde Florek echter wel enkele episodes.
In het vijfde seizoen (1995) kwam Florek weer kort langs in de serie. Ook kwam Captain Donald Cragen voor in de film Exiled: A Law & Order Movie, als leider van een anti-corruptie task force. Van 1999 tot 2014 speelde hij in de spin-off Special Victims Unit (SVU).